# Rêpoutnoub
La reine Rêpoutnoub est l'épouse du pharaon Niouserrê de la Ve dynastie,. Elle est la mère de Khâmerernebti qui épousera le vizir Ptahchepsès.
Il est probable que Rêpoutnoub soit également la mère de Menkaouhor qui succède à Niouserrê mais aucune attestation de ce lien n'a été découverte pour le moment permettant de confirmer cette hypothèse.

## Sépulture
Sur le site d'Abousir, deux pyramides de reines, pour le moment anonymes, sont contemporaines des règnes de Niouserrê et de Néferefrê, son frère qui le précéda sur le trône. Les égyptologues tchèques qui fouillent le site supposent que l'une d'elles, la pyramide numéro 24 de Lepsius appartiendrait à Rêpoutnoub.